# Last Exit to Brooklyn (singel)
Last Exit to Brooklyn – singel promujący dziesiąty album niemieckiego zespołu Modern Talking, America. Singel został wydany 7 maja 2001 roku przez firmę BMG.

Singel zawiera pięć utworów:
- Trzy wersje rapowe utworu (wykonuje je Eric Singleton)
- Dwie wersję wokalne utworu (w całości wykonuje zespół Modern Talking)

## Lista utworów
CD-Maxi Hansa 74321 85979 2 (BMG) / EAN 0743218597923 07.05.2001
| Nr | Tytuł                                    | Długość |
| -- | ---------------------------------------- | ------- |
| 1. | Last Exit to Brooklyn (Radio Edit)       | 3:16    |
| 2. | Last Exit to Brooklyn (Rap Version)      | 2:46    |
| 3. | Last Exit to Brooklyn (Extended Version) | 5:28    |
| 4. | Last Exit to Brooklyn (Vocal Remix)      | 4:59    |
| 5. | Last Exit to Brooklyn (Rap Remix)        | 4:59    |

## Listy przebojów (2001)
| Państwo    | Najwyższe miejsce |
| ---------- | ----------------- |
| Niemcy     | 37                |
| Rosja      | 7                 |
| Austria    | 44                |
| Szwajcaria | 94                |
| Mołdawia   | 11                |
| Węgry      | 8                 |
| Estonia    | 2                 |

## Autorzy
- Muzyka: Dieter Bohlen
- Autor tekstów: Dieter Bohlen
- Wokalista: Thomas Anders
- Raper: Eric Singleton
- Producent: Dieter Bohlen
- Współproducent: Axel Breitung
- Aranżacja utworu 1: Axel Breitung
- Remiks utworów 4 i 5: Kay Nickold